# 한국공보뉴스
한국공보뉴스는 뉴스 통신사이다. 2011년 'NYN뉴스' 라는 인터넷 신문으로 창간되었으며, 2015년 한국공보뉴스로 제호를 변경하고 2016년 뉴스통신사로 서비스를 시작했다.공식 홈페이지

## 연혁
- 2011 창간위원회 발족, NYN뉴스 인터넷신문사업등록(서울, 아01905)
- 2012 프로그램 개발 완료. 인터넷 서비스 시작
- 2013 미국 SBN제휴 및 중국 특파원 위촉
- 2014 '학생기자단' 및 '시민기자단'발대
- 2015 '한국공보뉴스' 제호 변경
- 2016 뉴스통신사 인가 (문화, 나00001) (kpnnews.org)
- 2020 KPN뉴스 상표등록(제 40-1615377호)

## 목적
한국공보뉴스는 국가 부처, 지방자치단체, 공공기관, 사회단체 등의 정책과 활동상을 전달하고 모든 시군구민의 민의를 다루며, 지역사회의 발전을 위해  저널리즘을 지향하는 분들이 시군구 공보뉴스를 통하여 여론 형성의 창구역할을 할 수 있도록 설립되었다.

## 특징
대한민국 245개의 시군구에 시군구본부와 시군구뉴스사이트를 설치하여 운영한다.  예를 들어 경기도 안에 31개의 시군구가 있다면 각 시군구마다 시군구공보뉴스가 존재하는 것.
시군구공보뉴스는 운영대표인 시군구본부장이 운영하며, 시군구에서 거주하는 분들이 그 지역 공보뉴스기자로 활동할 수 있다.
전문적인 교육을 받은 기자뿐만 아니라 자기분야에서 경륜이 깊은 분들이 자기분야를 직접 취재 및 보도하고 민의를 수렴 함으로써, 각 기관 및 단체 등으로 하여금 시군구민의 의견이 반영될 수 있는 여론 형성의 창구 역할을 하고있다.

## 법률
- 뉴스통신진흥에관한법률